# Boet Erasmus Stadium
EPRU Stadium (pierwotnie znany jako Boet Erasmus Stadium, później także pod komercyjną nazwą Telkom Stadium) – nieistniejący obecnie wielofunkcyjny stadion w Port Elizabeth w południowoafrykańskiej Prowincji Przylądkowej Wschodniej.
Na stadionie swoje mecze rozgrywała drużyna rugby Mighty Elephants występująca w rozgrywkach Currie Cup, a w latach 2008–2010 także piłkarska drużyna Bay United. Nazwa EPRU Stadium pochodzi od Eastern Province Rugby Union – Związku Rugby Prowincji Wschodniej.

## Historia
Stadion wybudowano w 1960 roku, a oficjalne otwarcie nastąpiło 30 kwietnia tegoż roku, kiedy to Springboks pokonali reprezentację Szkocji 18:10.
Modernizacja w latach 90. spowodowała obniżenie liczby miejsc z 45 000 do niecałych 34 000. W 1994 roku na Boet Erasmus Stadium rozegrano dwa mecze Prowincji Wschodniej w pucharze Super 10. W kolejnym roku w RPA rozgrywano Puchar Świata w rugby, a Boet Erasmus gościł trzy spotkania. Rok 1996 to rok kolejnych rozgrywek w Południowej Afryce: Pucharu Narodów Afryki, gdzie stadion w Port Elizabeth był jednym z czterech obiektów goszczących piłkarzy. W 2006 roku EPRU został zgłoszony jako stadion Southern Spears – nowo powołanej drużyny mającej grać w Currie Cup i Super Rugby, jednak zespół ten nie przystąpił do rozgrywek.
Stadion był również siedzibą piłkarskiej drużyny Bay United, która na skutek „kryzysu stadionowego” w Port Elizabeth pozostała bez stadionu. Piłkarze rozgrywali swoje spotkania na Boet Erasmus Stadium w latach 2008–2010.
Ostatnie spotkanie na EPRU Stadium zostało rozegrane 3 lipca 2010 roku. W meczu zamykającym historię trzeciego pod względem wieku stadionu w Południowej Afryce spotkał się zespół gospodarzy, Mighty Elephants i Blue Bulls. Stadion został zamknięty w związku z budową w Port Elizabeth nowoczesnego obiektu Nelson Mandela Bay Stadium na 44 000 miejsc. Drużyny do tej pory występujące na Boet Erasmus Stadium przeniosły się na tę arenę, a pięćdziesięcioletni obiekt przeznaczono do rozbiórki. Stadion pozostawał opuszczony aż do 2018 roku, kiedy ostatecznie przeprowadzono jego rozbiórkę.
Stadion posiadał zadaszoną trybunę główną i drugą, północną trybunę, na której nie zainstalowano jednak krzesełek, a kibice siadali na betonowych schodkach. W ostatnich latach swojej działalności stadion nie był rozbudowywany, gdyż już w 2007 roku rozpoczęto budowę nowego stadionu na potrzeby mistrzostw świata. Kandydaturę Afryki Południowej zawierającą projekt nowego stadionu złożono w 2002 roku. Wniosek Afryki Południowej w sprawie organizacji Mistrzostw Świata w 2006 roku zawierał plany modernizacji takich obiektów jak Boet Erasmus Stadium w Port Elizabeth, Kings Park w Durbanie, czy Newlands w Kapsztadzie.

## Puchar Świata w 1995 roku
W 1995 roku the Boet gościł Puchar Świata w rugby, w ramach którego na stadionie rozegrano trzy spotkania.
| Data            | Gospodarz         | Wynik | Gość    | Faza         | Frekwencja |
| --------------- | ----------------- | ----- | ------- | ------------ | ---------- |
| 26 czerwca 1995 | Kanada            | 34:3  | Rumunia | Faza grupowa | 18 000     |
| 30 czerwca 1995 | Australia         | 27:11 | Kanada  | Faza grupowa | 15 000     |
| 3 lipca 1995    | Afryka Południowa | 20:0  | Kanada  | Faza grupowa | 31 000     |

## Puchar Narodów Afryki 1996
Na początku 1996 roku na Boet Erasmus Stadium rozegrano siedem spotkań Pucharu Narodów Afryki, w tym ćwierćfinał.
| Data             | Gospodarz                | Wynik | Gość                     | Faza         | Frekwencja |
| ---------------- | ------------------------ | ----- | ------------------------ | ------------ | ---------- |
| 14 stycznia 1996 | Ghana                    | 2:0   | Wybrzeże Kości Słoniowej | Faza grupowa | 8000       |
| 16 stycznia 1996 | Tunezja                  | 1:1   | Mozambik                 | Faza grupowa | 1000       |
| 19 stycznia 1996 | Ghana                    | 2:1   | Tunezja                  | Faza grupowa | 1000       |
| 21 stycznia 1996 | Wybrzeże Kości Słoniowej | 1:0   | Mozambik                 | Faza grupowa | 500        |
| 24 stycznia 1996 | Algieria                 | 2:1   | Burkina Faso             | Faza grupowa | 180        |
| 25 stycznia 1996 | Tunezja                  | 3:1   | Wybrzeże Kości Słoniowej | Faza grupowa | 1000       |
| 28 stycznia 1996 | Ghana                    | 1:0   | Zair                     | Ćwierćfinał  | 8000       |

## Mistrzostwa Świata w piłce nożnej 2010
Podczas południowoafrykańskich Mistrzostw Świata w piłce nożnej dobiegający swoich dni stadion EPRU stanowił zaplecze logistyczne dla miasta Port Elizabeth i nowoczesnego stadionu Nelson Mandela Bay Stadium.